# Laboratoire du commissariat des armées
Le Laboratoire du commissariat des armées (LABOCA) est un organisme militaire interarmées du service du commissariat des armées, il est créé en 1945 sous l’appellation de « Laboratoire régional de ravitaillement ».
Son rôle est de contrôler la qualité chimique et sanitaire des denrées alimentaires achetées pour les Armées, ainsi que la conformité des effets d'habillement et de protection balistique du combattant, en s'appuyant sur des normes analytiques et des réglementations françaises et européennes. Il est également accrédité pour les essais par le COFRAC dans les domaines des produits alimentaires, des eaux, des produits textiles et d'habillement, ainsi que des équipements de protection individuelle du corps.

## Organisation
Le laboratoire, dirigé par un ingénieur civil de la défense hors classe, comporte trois départements sous la responsabilité d’ingénieurs civils divisionnaires de la Défense :
- un département « physique chimie industrielle »,
- un département « microbiologie des aliments »,
- un département « chimie des aliments »,

ainsi que des fonctions transversales communes (secrétariat, finances, qualité, métrologie).

## Missions
Le laboratoire est chargé de contrôler :
- les qualités chimiques et sanitaires des denrées alimentaires achetées par et pour les Armées[2],
- la conformité des effets d’habillement et de protection balistique du combattant,
- les réseaux d’eaux destinées à la consommation humaine et les installations d’eaux chaudes sanitaires.

Il s’appuie sur les documents techniques établis par le CIEC (centre interarmées du soutien « équipements commissariat »), la règlementation française/européenne et les normes analytiques de l’association française de normalisation pour réaliser ces contrôles.
Les analyses sont réalisées à l’occasion de :
- marchés centralisés par le CIEC,
- agréments et surveillance des fournisseurs,
- surveillance de restauration collective différée ou non : cuisines centrales, corps de troupe, cercles, mess,
- contrôle dans le domaine des textiles, du cuir et de la protection balistique.

Le laboratoire est accrédité pour les essais par le comité français d'accréditation dans les domaines suivants :
- produits alimentaires : analyses microbiologiques des produits agro-alimentaires et analyses physico-chimiques en vue de la détermination de la composition, des critères de qualité et de l’étiquetage nutritionnel dans l’alimentation,
- eaux : essais microbiologiques sur les eaux et analyses physico-chimiques des eaux,
- produits textiles et d’habillement (dont supports textiles revêtus) et produits en cuirs : analyses physico-chimiques, essais mécaniques (résistance à la traction, au déchirement), essais de performance et d’aptitude à la fonction (solidité des teintures, stabilité dimensionnelle), essais physiques,
- équipements de protection individuelle du corps : essais de comportement au feu.

Le LABOCA se met également à la disposition des forces armées pour la réalisation d’expertise et de formation dans son domaine, ou d’autres ministères (Intérieur, Action et comptes publiques, Justice) pour la réalisation d’analyses diverses.